# Leroy George
Leroy Martin Giovanni George (* 21. April 1987 in Paramaribo, Suriname) ist ein niederländisch-surinamischer Fußballspieler.

## Karriere

### Verein
George spielte bereits in einigen Jugendmannschaften, ehe er zum FC Utrecht gelangte. Zur Spielzeit 2006/07 rückte er in den Profikader des Klubs auf und schaffte es am 13. April 2007 zu seinem Debüt in der Eredivisie. Im Spiel gegen Sparta Rotterdam, wurde der damalige Jungspieler zur Halbzeit für Etienne Shew-Atjon eingewechselt. Noch in der gleichen Begegnung erzielte er den 1:1-Ausgleich, gleichzeitig auch Endstand, und somit sein erstes Pflichtspieltor für den FCU. Bis zum Saisonende kam der Offensivspieler auf zwei weitere Einsätze. Im Folgejahr gehörte George zum Stammpersonal der Utrechter. Wegen guter Leistungen wurde deshalb sein Vertrag bis 2011 verlängert. Zu Beginn der Saison 2008/09 zerstritt sich der Angreifer mit Trainer Willem van Hanegem und kam nur noch selten zum Einsatz. Nach dessen Entlassung im Dezember 2008 zeigt George wieder aufsteigende Form und fand den Weg zurück in die Profimannschaft.
Im Sommer 2010 wechselte George zum Ligakonkurrenten NEC Nijmegen.
Nachdem er ab dem Sommer 2013 zwei Jahre lang für den aserbaidschanischen Klub Qarabağ Ağdam gespielt hatte, wechselte er zur Saison 2015/16 zum türkischen Zweitligisten Göztepe Izmir und eineinhalb Saison später innerhalb der TFF 1. Lig zu Adana Demirspor.

### Nationalmannschaft
Zwischen 2007 und 2008 wurde George mehrfach vom niederländischen U-21-Trainer Foppe de Haan aufgefordert für sein Team zu spielen. Grund dafür waren die Verletzungen der Stammspieler Siem de Jong und Luigi Bruins. Zuvor spielte er bereits für die U-20 der Niederlande. 2009 wurde er noch in den Kader der U-21 für das Turnier von Toulon berufen.
Im Juni 2009 spielte George beim Parbo Bier-Cup in Paramaribo für eine surinamisch-niederländische Auswahl. Die Mannschaft, trainiert von Aron Winter, bestand zur Hälfte aus einheimischen Spielern, zur anderen Hälfte aus surinamischstämmigen Spielern der niederländischen Ligen, sogenannten Suriprofs, die bei der vorherigen Auflage des Turniers 2007 mit eigener Mannschaft angetreten waren. Der Einsatz von Profis – darunter Edgar Davids als Kapitän der Mannschaft und Jeremain Lens – war möglich, da das Turnier nicht unter dem Dach der FIFA stattfand. Die Spiele zählen nicht als offizielle Länderspiele.